# Das eiserne Pferd
Das eiserne Pferd (auch Das Feuerross) ist ein Stummfilm von John Ford aus dem Jahr 1924. Er gehört zu den Klassikern des Westerngenres und thematisiert den Bau der ersten US-amerikanischen transkontinentalen Eisenbahnverbindung.

## Handlung
In Springfield, Illinois träumt David Brandons Vater von einer transkontinentalen Eisenbahnverbindung nach Kalifornien. Er wird von Thomas Marsh dafür belächelt. Die Kinder der beiden, Davy und Miriam, sind Jugendfreunde. Mit seinem Sohn Davy geht Brandon gen Westen. Eines Nachts werden sie an ihrem Lager von Cheyenne überfallen und ein Weißer auf Seiten der Indianer mit nur zwei Fingern an seiner rechten Hand tötet den alten Brandon.
1862 billigt der Kongress den Pacific Railway Act, ein Gesetz zur Ausführung der Bauarbeiten für eine transkontinentale Eisenbahnverbindung. Der Präsident Abraham Lincoln unterschreibt es trotz einiger Einwände wegen der Finanzierung des Projekts in der Zeit des Bürgerkrieges. Die neu gegründeten Eisenbahnbaugesellschaften Central Pacific und Union Pacific sollen den Bau von West nach Ost bzw. von Ost nach West ausführen.
Thomas Marsh gehört die Union Pacific. Miriam ist inzwischen mit dem ausführenden Ingenieur der Gesellschaft Peter Jesson verlobt. Die Arbeiten beginnen und da für die körperlich schweren Tätigkeiten nicht genügend weiße Arbeiter gewonnen werden können, werden viele chinesische Leiharbeiter ins Land geholt. Nach dem Ende des Bürgerkriegs arbeiten auch viele Kriegsveteranen an der Strecke. Sie leiden unter harten Wintern, gelegentlichen Angriffen von Indianern und der einseitigen Ernährung durch Büffelfleisch. Als ein Versorgungszug die Arbeiter nicht erreicht – er wurde von Indianern überfallen – kommt es zur Meuterei, die Miriam mit einem Appell an das Nationalgefühl der Arbeiter beenden kann.
Unterdessen soll die kürzeste Streckenführung durch die Black Hills gefunden werden. Bauman, der reichste Landbesitzer im Cheyenne-Land möchte jedoch, dass die Strecke durch seine Besitzungen am Smoky River führt und besticht Jesson unter Mithilfe der Tänzerin Ruby, keinen Durchbruch durch die Berge zu finden.
Aus einer Verfolgungsjagd mit Indianern taucht Davy Brandon auf und bietet sein Wissen über einen Pass durch die Berge, der ihm von seinem Vater gezeigt wurde, an. Brandon geht mit Jesson auf die Suche. Als sie an Brandons Pass angelangt sind, schneidet Jesson das Seil durch, an dem sich Brandon in die Schlucht hinabseilt. Davy Brandon fällt in einen Baum, stirbt aber nicht, wie eigentlich von Bauman und Jesson beabsichtigt. Jesson kehrt zurück mit der Nachricht, dass es keinen Pass gebe und dass Brandon abgestürzt sei; Miriam ist von dieser Nachricht erschüttert.
Brandon kommt zurück und ist über den Streckenbau Richtung Smoky River verwundert. Es kommt ob der offenbaren Lüge Jessons zu einem Handgemenge zwischen den beiden Männern, dem ein Duell folgen soll. Miriam gesteht Davy vor dem Kampf ihre Liebe; Davy Brandon tötet Peter Jesson im Faustkampf.
Bauman versucht, den Bau durch den Pass zu verhindern, indem er die Cheyenne zum Krieg aufstachelt. Während des Cheyenne-Angriffs ist Brandon unerwartet mit Bauman konfrontiert, der auf Seiten der Indianer kämpft und sich als der zweifingrige Mörder seines Vaters herausstellt. Brandon tötet ihn und geht danach zur Central Pacific.
Nach einem weiteren Jahr Bauzeit treffen die beiden Eisenbahnen am Promontory Summit aufeinander. Mit einem Freudenfest wird der Zusammenschluss am 10. Mai 1869 gefeiert und der letzte Schienennagel eingeschlagen (Golden Spike). Nach der Streckentaufe finden Davy und Miriam, den Eisenbahnen gleich, zusammen.

## Trivia
- Im Film kamen laut Werbeaussage des Verleihs zum Einsatz „1 Infanterie-, 1 Kavallerieregiment, 300 Eisenbahnarbeiter, 800 Pawne-, Sioux- u. Cheyenne-Indianer, 2800 Pferde, 1300 Büffel, 10000 Texasstiere“.[2]

- Die Behauptung auf einem Zwischentitel, dass die Lokomotiven der Szene der Vollendung des Baus die originalen seien, ist unzutreffend, da diese bereits vor 1910 verschrottet wurden. Die im Film gezeigte Lokomotive 116 der Union Pacific stellt in der Szene die 119 dar, die bei dem Ereignis verwendet wurde.[3]

- In einer im Abspann ungenannten, Kleinrolle ist George Brent in seiner ersten Filmrolle zu sehen.

- In den deutschen Kinos lief der Film 1925 unter dem Titel Das Feuerroß.

- Die Premiere im deutschen Fernsehen erfolgte am 1. Februar 1975 um 21.40 Uhr im Bayerischen Fernsehen.

- 2011 wurde der Film in das National Film Registry aufgenommen.

## Kritiken
Joe Hembus urteilt, der Film versammle und integriere „alles, was ein Western sein kann: vom Visionären der Anfangs- und Schlußszenen über die Revenge Story, die Indianerkämpfe die Boomtown-Geschichte, die semi-dokumentarische Darstellung eines großen organisatorisch-technischen Unternehmens bis zur diskreten Sentimentalität einer Liebesgeschichte und zum robusten Humor [...].“
Ann Dettmar bezeichnet den Film als „ungeschliffene[n] Edelstein, die drei Ebenen“ – die dokumentarische, die beobachtende und die dramatische Ebene – seien recht unverbunden, doch enthalte der Film „wunderbare Szenen“ und sei „am eindringlichsten“ in der „Komposition der Menschen im Bild“ und in „solch kurzen, nebensächlichen Momenten“ wie der Szene, als die vorher als albern charakterisierte Miriam Marsh bei einem Indianerangriff „schweigend zu einem Gewehr [greift]“.